# Syncope (linguistique)
Pour les articles homonymes, voir Syncope.
La syncope (du latin syncopa, issu du grec ancien συγκοπή / sunkopḗ, « raccourcissement, réduction, t. de gr. syncope, retranchement de syllabes ou de lettres au milieu d’un mot » ) est, à l’origine, un terme de rhétorique, adopté par la linguistique aussi. Il dénomme une modification phonétique qui consiste en la chute d’un segment à l’intérieur d’un mot. Il peut s’agir d’un phone (son) ou d’un groupe de phones,,,,,,.

## Dans l’histoire de la langue
La syncope est l’un des phénomènes qui expliquent la forme actuelle d’un mot par rapport à celle du mot dont il provient. Il peut provenir de la langue base de la langue considérée ou être un emprunt qui évolue dans celle-ci. Voici des exemples dans quelques langues.
Une syncope qui a eu lieu en latin vulgaire par rapport au latin classique, est passée dans les langues romanes actuelles, ex. latin classique calidus > latin vulgaire caldus > (fr) chaud, (it) caldo, (ro) cald,.
En hongrois, une syncope semblable est apparue en tant que phénomène d’évolution de mots formés à partir de mots hérités, sur le terrain de la langue déjà constituée, et dans des mots empruntés au slave, en vertu d’une règle selon laquelle dans un mot de trois syllabes au moins, s’il y a deux syllabes ouvertes qui se succèdent, alors la voyelle de la seconde subit la syncope, ex. malina > málna « framboise », palica > pálca « baguette (de bois) ».

## Dans la langue actuelle
Il existe divers facteurs qui déterminent la syncope, en fonction de la langue considérée.
Dans la variété standard de certaines langues il peut s’agir, dans leur aspect oral, de syncopes morphophonologiques, c’est-à-dire d’alternances entre présence et absence de certains sons dans des formes différentes d’un même mot, qui sont rendues par l’aspect écrit de la langue.
On trouve ce type de syncope en BCMS (bosnien, croate, monténégrin et serbe), par exemple. Ainsi, la syncope de la voyelle [a] différencie, entre autres, la forme de génitif singulier de celle de génitif pluriel des noms masculins qui ont [a] au nominatif singulier aussi, ex. (sr) borac « combattant » vs borca « du combattant » vs boraca « des combattants ». Un exemple de syncope dans le registre familier de ces langues est drž’te < držite « tenez ».
En hongrois aussi on trouve le type de syncope du BCMS, en vertu de la règle mentionnée plus haut. Par exemple bokor « buisson » + la désinence d’accusatif -ot a donné d’abord bokorot, puis cette forme est devenue bokrot. Un exemple de mot syncopé qui existe en deux variantes dans la variété standard est lány « fille» (registre courant) vs leány (registre soutenu). Il y a aussi des syncopes seulement non standard, dans le registre familier (ex. montam < mondtam « j’ai dit », becsszó < becsületszó « parole d’honneur ») ou dans des varitétés régionales : tanúta vs tanulta « il/elle l’a appris ».
Il y a aussi, dans des langues à orthographe où c’est le principe étymologique qui prédomine, des syncopes dans la langue parlée par rapport à la langue écrite.
En français, par exemple, la voyelle [ə] (e caduc) est souvent affectée par la syncope ou par l’apocope, par exemple dans la deuxième syllabe du mot, si elle est ouverte, comme dans acheter [aʃˈte], mais dans le Midi de la France, un tel [ə] est prononcé : Elle m’a dit qu’elle viendrait le lendemain à sept heures [ɛləmadikɛləvjɛndʁeləlandəmɛŋasɛtœʁə]. Moins le registre de langue est soutenu, plus la syncope de [ə] est fréquente, ce qui vaut pour le Nord de la France, ex. Il est debout devant la petite fenêtre [iledbudvɑ̃laptitfnɛtʁ].
En anglais aussi il y a syncope dans la langue parlée par rapport à son aspect écrit. Il existe, par exemple, des mots standard en anglais britannique qui diffèrent par syncope de leurs correspondants standard en anglais américain, ex. secretary [ˈsekrɪtri] (brit.) vs secretary [ˈsekrɪteri] (am.) « secrétaire », ou par la position de la syncope en association avec la place de l’accent : laboratory – [labˈorətrɪ] (brit.) vs laboratory [ˈlabrətorɪ] (am.) « laboratoire ».
Il peut également y avoir, par syncope, des variantes de mots standard par rapport à leurs correspondants non standard ou inversement, manque de syncope dans des variantes non standard par rapport à leurs correspondants standard. Les variétés non standard en question peuvent être régionales ou de registre de langue. Telle est, en français, la syncope de [ə] en français standard par rapport à sa prononciation dans le Midi, ainsi que sa syncope en registres non standard par rapport à sa prononciation en français standard (voir plus haut).
En roumain aussi il y a des phénomènes semblables. Par exemple, le standard prescrit la forme de vocatif domnule! « Monsieur ! », mais en roumain familier on entend dom’le! « M’sieur ! ». Par contre, le mot signifiant « oreiller » est perină dans certaines régions, alors qu’en roumain standard, c’est pernă, sans [i].
La syncope peut aussi être individuelle. En français, par exemple, concernant le /ə/, « les habitudes varient grandement selon les locuteurs ». Il peut aussi s’agir de l’ignorance du standard quand, en hongrois, par exemple, on applique la syncope morphophonologique mentionnée plus haut à un emprunt relativement récent comme motor « moteur » : motrok « (des) moteurs » (non standard individuel) vs motorok (standard).
La syncope en tant que figure de style faisant partie du groupe des métaplasmes, est une licence poétique admise, par exemple pour obtenir le nombre de syllabes nécessaire dans les vers. Exemple en hongrois :
Azzal vagdalkoznak némely / Nem t’om milyen emberek, […] littéralement « Ch’ais pas quels genres de gens se plaignent » […] (Sándor Petőfi) – t’om, du registre populaire, au lieu de tudom « je sais ».

## Segments affectés par la syncope
La syncope d’une voyelle atone est la plus fréquente, par exemple :
(fr) dangereux [dɑ̃ʒʁø] ;
(ro) culca « coucher » < (la) collocare ;
(en) secretary [ˈsɛk.ɹə.tɹi] « secrétaire » (anglais britannique uniquement) ;
(sr) bubanj « tambour » vs bubnja « du tambour », bubnjevi « tambours » ;
(hu) ország (hongrois actuel) < uruszág (ancien hongrois) « pays ».
Plus rarement, il y a aussi syncope de consonne, par exemple en hongrois, dans certains verbes irréguliers : eszünk « nous mangeons » vs ehet « il/elle peut manger » (chute de la consonne finale sz /s/ du radical).
Il y a aussi syncope de plus d’un phone :
(fr) parole < (la) parabola (phones successifs en syllabes voisines) ;
(ro) domnule! « Monsieur ! » > dom’le! « M’sieur ! » (une syllabe) ;
(hu) sebességváltó « changement de vitesses » > sebváltó (une partie de syllabe + une syllabe).